# Emma Hindle
Emma Hindle (Preston, 19 de mayo de 1975) es una jinete británica que compitió en la modalidad de doma.
Ganó dos medallas en el Campeonato Europeo de Doma, plata en 2009 y bronce en 2003, ambas en la prueba por equipos. Participó en dos Juegos Olímpicos de Verano, ocupando el séptimo lugar en Atenas 2004 y el quinto en Pekín 2008, en la misma prueba.

## Palmarés internacional
| Campeonato Europeo | Campeonato Europeo      | Campeonato Europeo | Campeonato Europeo |
| Año                | Lugar                   | Medalla            | Categoría          |
| ------------------ | ----------------------- | ------------------ | ------------------ |
| 2003               | Hickstead (Reino Unido) | Medalla de bronce  | Por equipos        |
| 2009               | Windsor (Reino Unido)   | Medalla de plata   | Por equipos        |